# Csavard be, mint Beckham
A Csavard be, mint Beckham (eredeti cím: Bend It Like Beckham) 2002-ben bemutatott amerikai–brit–német sport témájú filmvígjáték-dráma, melynek rendezője és egyik forgatókönyvírója Gurinder Chadha. A főbb szerepekben Parminder Nagra, Keira Knightley és Jonathan Rhys Meyers látható. 
A film a Fox Searchlight Pictures megbízásából készült, az Egyesült Királyságban 2002. április 12-én mutatták be. A magyar szinkront az Active Kommunikációs Kft. készítette 2003-ban.

## Szereplők
| Szerep                       | Színész              | Magyar hang     |
| ---------------------------- | -------------------- | --------------- |
| Jesminder „Jess” Kaur Bhamra | Parminder Nagra      | Molnár Ilona    |
| Juliette „Jules” Paxton      | Keira Knightley      | Major Melinda   |
| Joe                          | Jonathan Rhys Meyers | Hujber Ferenc   |
| Mr. Bhamra                   | Anupam Kher          | Papp János      |
| Pinky Bhamra                 | Archie Panjabi       | Kiss Virág      |
| Mel                          | Shaznay Lewis        | Németh Borbála  |
| Alan Paxton                  | Frank Harper         | Csuja Imre      |
| Paula Paxton                 | Juliet Stevenson     | Kovács Nóra     |
| Mrs. Bhamra                  | Shaheen Khan         | Vándor Éva      |
| Tony                         | Ameet Chana          | Hevér Gábor     |
| Meena                        | Pooja Shah           | Vadász Bea      |
| Bubbly                       | Paven Virk           | Dögei Éva       |
| Monica                       | Preeya Kalidas       | Mezei Kitty     |
| Taz                          | Trey Farley          | Tóth Roland     |
| Sonny                        | Saraj Chaudhry       | Vári Attila     |
| Gary                         | Imran Ali            | Szatmári Attila |
| Teetu                        | Kulvinder Ghir       | Welker Gábor    |
| idős nagynéni                | Adlyn Ross           | Várnagy Kati    |
| önmaga                       | Gary Lineker         | Beratin Gábor   |

## Fogadtatás

### Díjak és jelölések
Európai Filmdíj (2002)
- jelölés – legjobb európai film (Deepak Nayar)
- jelölés – Európai Filmakadémia közönségdíja – legjobb színésznő (Parminder Nagra)

BAFTA-díj (2003)
- jelölés – az év kiemelkedő brit filmje (Deepak Nayar, Gurinder Chadha)

Golden Globe-díj (2004)
- jelölés – legjobb filmmusical vagy vígjáték